# 분디
분디(라자스탄어·힌디어: बूंदी, 우르두어: بوندی‬, 펀자브어: ਬੂੰਦੀ) 또는 봉데(벵골어: বোঁদে)는 베산(벵골콩가루)으로 만든 남아시아의 음식이다.